# Amalia Levari
Amalia Levari (née le 18 janvier 1980 à Pittsburgh) est une scénariste de dessin animé américaine notamment connue pour avoir écrit avec Pat McHale la série La Forêt de l'Étrange (2014).

## Récompense
- 2016 : Prix Eisner de la meilleure publications pour enfants pour La Forêt de l'Étrange (avec Jim Campbell et Pat McHale)